# Бабенко, Александр Александрович
Александр Александрович Бабенко (род. 4 сентября 1935, Новороссийск, Азово-Черноморский край) — советский и российский государственный и хозяйственный деятель. Член ЦК КПСС (1989—1990), кандидат в члены ЦК КПСС (1986—1989). Депутат Верховного Совета РСФСР 11 созыва.

## Биография
В 1952 году окончил с медалью среднюю школу в Саратове.

В 1957 году окончил факультет промышленного и гражданского строительства Саратовского автомобильно-дорожного института.
- 1957—1958 — мастер треста «Сталинградметаллургстрой», в управлении «Алюминстрой» г. Сталинграда на строительстве Сталинградского алюминиевого завода (СталАЗ).
- 1958—1962 — прораб, начальник участка, главный инженер, начальник СМУ-4 треста № 1 «Саратовхимтяжстрой», г. Саратов.
- 1962—1967 — главный инженер треста, заместитель начальника Главного управления «Красноярск-леспромстрой» (с 1963 «Главкрасноярскстрой»), пос. Макланово (г. Лесосибирск).
- 1967—1971 — управляющий трестом «Ачинскалюминстрой» (строительство Ачинского глинозёмного комбината), г. Ачинск.
- 1971—1974 — первый заместитель начальника Главного управления «Главкрасноярскстрой», г. Красноярск.
- 1974—1977 — начальник комбината «Электрометаллургстрой» в г. Старый Оскол (Белгородская обл.), член коллегии Министерства строительства предприятий тяжёлой индустрии СССР.
- 1977—1983 — заместитель, первый заместитель министра строительства предприятий тяжёлой индустрии СССР.
- 1983—1986 — министр строительства СССР в районах Дальнего Востока и Забайкалья.
- 1986—1989 — министр строительства в восточных районах СССР.
- 1989—1990 — заместитель Председателя Совмина РСФСР, с апреля 1989 г. член ЦК КПСС.
- 1990—1998 — заместитель, первый заместитель министра строительства РФ и председателя Госстроя РФ.
- С 1998 года первый вице-президент АО «Росгражданреконструкция».

Почётный член Российской инженерной академии. Почётный член Российской академии архитектуры и строительных наук.

## Награды
- орден Ленина
- орден Октябрьской Революции
- орден Трудового Красного Знамени
- премия Совета Министров СССР
- Благодарность Президента Российской Федерации (11 мая 2000) — за многолетний плодотворный труд в области строительства и в связи с 50-летием со дня образования Госстроя России[2]
- Почётная грамота Правительства Российской Федерации (1 сентября 1995) — за многолетний плодотворный труд в системе строительства, большой личный вклад в развитие строительного комплекса России и в связи с 60-летием со дня рождения[3]
- Благодарность Правительства Российской Федерации (4 сентября 2005) — за заслуги в области строительства и в связи с 70-летием со дня рождения[4]